# Хохлатка Мэнли
Хохлатка Мэнли (Phalerodonta manleyi) — восточноазиатский вид бабочек из семейства хохлаток. Один из двух представителей рода в фауне России.

## Описание
Крылья серые, базальная часть передних крыльев тёмная, отделена от остальной светлой части крыла узкой чёрной перевязью. Узкая чёрная постдискальная перевязь представлена небольшими участками у переднего и заднего краёв. Задние крылья одноцветно серые.

## Ареал
Данный вид обитает на территории России на острове Кунашир (юг Курильских островов), а также в Японии: Хоккайдо, Хонсю, Сикоку, Кюсю, Цусима, Яку, Амами, Окинава (с этого острова описан подвид Phalerodonta manleyi yambaru Kishida, 1995). Подвид Phalerodonta manleyi inclusa (Hampson, 1910) встречается на северо-востоке Индии, севере Вьетнама и в китайских провинциях Шэньси и Гуанси; подвид Phalerodonta manleyi formosana Schintlmeister, 2008 описан из Тайваня.

## Биология
Развивается в одном поколении. Время лёта бабочек со второй декады сентября по конец октября. Встречается на лесных полянах и опушках. Бабочки не питаются (афагия) и живут за счёт запасов питательных веществ, накопленных на стадии гусеницы. Гусеницы питаются листьями дубов.